# Z-Plan
Z-Plan ist die geläufige Bezeichnung für einen groß angelegten Flottenrüstungsplan, den die deutsche Kriegsmarine unter ihrem Oberbefehlshaber Erich Raeder 1938/39 entwickelte und den Hitler am 27. Januar 1939 per Gesetz in Kraft setzte.

## Vorgeschichte
Nachdem die modernsten Schiffe der kaiserlichen Marine 1919 in Scapa Flow (Orkney-Inseln, Schottland) von ihren Besatzungen versenkt worden waren, stand der Wiederaufbau der Reichsmarine im Zeichen der engen quantitativen und qualitativen Grenzen, die der Teil V des Versailler Vertrages für die deutschen Streitkräfte festlegte. Faktisch war die Reichsmarine auf Jahre hinaus damit beschäftigt, das vertraglich zugestandene, jedoch völlig veraltete Schiffsmaterial nach und nach zu ersetzen. Noch während der Weimarer Republik wurde dieser Rahmen insofern gedanklich bereits wieder verlassen, als man sich u. a. auf eine baldige Wiederaufnahme des Schlachtschiff- bzw. U-Boot-Baus einrichtete. Im November 1932 genehmigte Reichswehrminister Kurt von Schleicher den sog. „Umbauplan“, der den Bau eines Flugzeugträgers, die Vermehrung der Zahl der Zerstörer sowie den Aufbau einer U-Boot- und einer Marineluftwaffe vorsah.

## Marinerüstung nach 1933
Seit dem Machtantritt der NSDAP wurde mit Rückendeckung Hitlers – und analog zur deutschen Verhandlungstaktik bei der Genfer Abrüstungskonferenz, die auf eine Aufhebung der Versailler Rüstungsgrenzen abzielte – kaum noch Rücksicht auf die vertraglichen Bindungen genommen. Statt der 10.000 Tonnen schweren Panzerschiffe wurden nunmehr 18.000-Tonnen-Schiffe auf Kiel gelegt, deren Bau aber, nach Abschluss des Flottenabkommens mit Großbritannien, zugunsten von 30.000 Tonnen schweren Schlachtschiffen der Scharnhorst-Klasse abgebrochen wurde. Die Vorbereitungen zum Bau von U-Booten wurden forciert und Planungen durchgeführt, die im März 1934 in einem neuen Rüstungsplan kulminierten, welcher 8 Panzerschiffe, 3 Flugzeugträger, 18 Kreuzer, 48 Zerstörer und 72 U-Boote vorsah und bis zum Jahr 1949 realisiert werden sollte.
Mit dem deutsch-britischen Flottenabkommen vom 18. Juni 1935 wurden die Grenzen für die deutsche Flottenrüstung wesentlich erweitert; nunmehr durften die Streitkräfte der kurz zuvor in „Kriegsmarine“ umbenannten deutschen Marine 35 % der britischen Flotte umfassen (mit Sonderregelungen bei den U-Booten), wobei sich die qualitativen Obergrenzen nach den Bestimmungen der Flottenkonferenzen von Washington 1922 und London 1930 richteten. Da die Marineführung das Abkommen eher als vorläufig betrachtete, gingen die internen Gedankenspiele über Größe und Zusammensetzung einer größeren „Wunschflotte“ weiter.

## Flottenpläne gegen Großbritannien

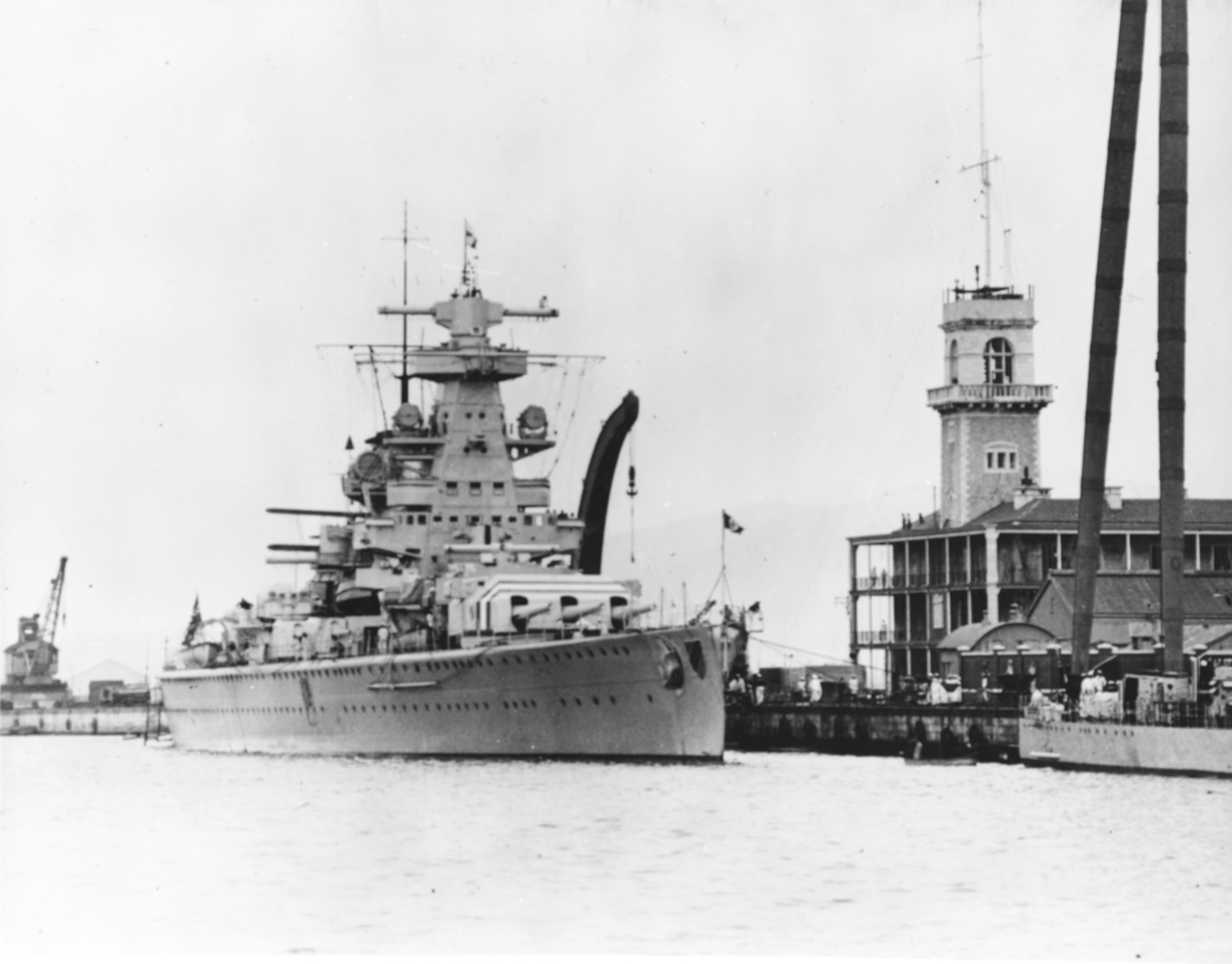
Weitreichende Panzerschiffe (hier Admiral Scheer) sollten die britische Flotte aufspalten

Als die britische Regierung im Zuge der Sudetenkrise 1938 durchblicken ließ, dass sie im Falle eines Kriegsausbruchs gegen Deutschland kämpfen würde, erhielten die Rüstungspläne der Kriegsmarine eine deutlich antibritische Stoßrichtung. Grundlage der Überlegungen war nun die Frage, mit welchen und wie vielen Schiffen Deutschland einen Seekrieg gegen Großbritannien mit Aussicht auf Erfolg würde führen können.
Am 20. August 1938 wurde dazu unter dem Vorsitz des Chefs des Stabes der Seekriegsleitung (Skl) Günther Guse ein „Planungsausschuss“ gegründet, der für den Oberbefehlshaber der Kriegsmarine Vorschläge über strategische Grundlagen für den Aufbau der Kriegsmarine im Frieden und im Kriegsfall ausarbeiten, die sich daraus für die Typengestaltung von Schiffsneubauten ergebenden Folgerungen ableiten und Entscheidungen für den Schiffsneubau und sonstige Planungen der Kriegsmarine vorbereiten sollte. Dem Ausschuss gehörten neben Guse (mit Ausnahme von Dönitz) alle wesentlichen Abteilungsleiter der Marine als ständige Mitglieder an: Hellmuth Heye (la/1/Skl), Hermann von Fischel (Vorsitzender des Neubauausschusses und zugleich Amtschef des Allgemeinen Marineamtes), Kurt Fricke (Chef 1./Skl), Werner Fuchs (Chef der Flottenabteilung) und Theodor Riedel (Stabschef des Marinewaffenamtes), außerdem nahmen Karl Witzell, der Amtschef des Marinewaffenamtes, und Otto Schniewind, Chef des Marinewehramtes, an den Ausschusssitzungen teil. Der Ausschuss legte am 25. Oktober 1938 eine Denkschrift mit dem Titel Seekriegführung gegen England und die sich daraus ergebenden Forderungen für die strategische Zielsetzung und den Aufbau der Kriegsmarine vor, die Raeder am 31. Oktober 1938 vorgetragen wurde. Darin kam man zu dem Ergebnis, dass man eine erwartete britische Blockade nicht sprengen könnte und das Ziel der Kriegsmarine nur in der Störung des britischen Überseehandels liegen kann. Das nach dem (Haupt-)Verfasser auch als „Heye-Denkschrift“ bekannt gewordene Dokument sah im Wesentlichen eine Weiterentwicklung des strategischen Handelskrieges mit Panzerschiffen vor, welche – auf allen Weltmeeren zugleich operierend – die britische Flotte aufsplitten und damit die eigene zahlenmäßige Unterlegenheit bis zu einem gewissen Grade ausgleichen sollte.
Trotz dieses konkreten Denkansatzes gelang es jedoch nicht, ein in sich schlüssiges Konzept zu entwickeln – weder für die Schlachtschiffe noch für die U-Bootwaffe konnte ein eindeutig definierter Einsatzzweck gefunden werden, weshalb diese Punkte zunächst offengelassen wurden. So musste z. B. der Chef des Stabes feststellen, dass man die von Hitler favorisierten Schlachtschiffe „zwar brauche, aber eine völlige Klärung des Verwendungszweckes nicht erreicht werden konnte“. Diese Problematik ist vor allem auf die Existenz verschiedener Strömungen innerhalb der Kriegsmarine zurückzuführen: Eine Gruppe, vertreten u. a. durch Heye und Dönitz, favorisierte den massierten Einsatz von U-Booten und eine reine „Kreuzerflotte“, die sich hauptsächlich aus Panzerschiffen zusammensetzen und Gefechten mit britischen Schlachtschiffen aus dem Weg gehen sollte; während eine andere Gruppe um Admiral Carls an dem Prinzip Tirpitz’, einer Entscheidungsschlacht eigener Schlachtschiffe gegen die britische Flotte, festhielt. Das vorläufige Ergebnis war der sog. „Bauplan III“, der beide Richtungen in der Marineführung zu berücksichtigen versuchte.
Darin vorgesehen waren:
- 10 Schlachtschiffe (6 neue Schiffe der „H“-Klasse mit 55.000 t und 40,6-cm-Geschützen, dazu 2 der Scharnhorst- und 2 der Bismarck-Klasse, die sich bereits in Bau befanden);
- 12 Panzerschiffe eines neuen Typs von 20.000 t (Projekt „Kreuzer P“), dazu die vorhandenen 3 Panzerschiffe der Deutschland-Klasse von 10.000 t;
- 8 Flugzeugträger von 20.000 t und 12.000 t, von denen zwei 20.000 t-Schiffe schon seit 1936 in Bau waren (Graf Zeppelin und B);
- 5 Schwere Kreuzer von 10.000 t der Admiral-Hipper-Klasse, die aus dem Flottenabkommen resultierten und sich in Bau befanden;
- 24 Leichte Kreuzer des neuen 8.000 t-Typs „M“, die vorhandenen 6 Kreuzer aus der Weimarer Republik sollten ab 1943 Schulkreuzer werden;
- 36 „Spähkreuzer“, eine Art Großzerstörer von etwa 5.000 t;
- 70 Zerstörer;
- 78 Torpedoboote;
- 249 U-Boote, davon 162 große, 27 Spezial- und 60 kleine U-Boote;

sowie Hilfsschiffe und Kleinfahrzeuge (M-, R-, S-Boote).
Fertigzustellen sei die Gesamtzahl der Schiffe etappenweise bis 1947/48, wobei der Rüstungsschwerpunkt in den ersten Jahren auf Panzerschiffe und U-Boote gelegt werden sollte. Angesichts der langen Bauzeit, die Schlachtschiffe erforderten, sollte auf diese Weise möglichst bald eine gewisse Zahl an einsatzfähigen Schiffen bereitstehen. Bezüglich der Auslastung der Werftkapazitäten lag der Bauplan in den Varianten „III.x“ und „III.y“ vor. Nachdem Hitler im November die bevorzugte Fertigstellung der Schlachtschiffe bis 1944 gefordert hatte, wurde der Plan modifiziert und schließlich als „Umbauplan z“ im Wesentlichen vom „Führer“ akzeptiert – die geläufigere Bezeichnung „Z-Plan“ ist hierauf zurückzuführen.

## Endgültiges Bauprogramm
In den folgenden Wochen erfuhr der Plan jedoch weitere sich aus der marineinternen Diskussion ergebende Veränderungen, in denen die „Dickschiff-Fraktion“ ihre Vorstellungen insofern weiter durchsetzen konnte, als die Zahl der leichten Einheiten deutlich reduziert worden ist. Die als „Z-Plan“ bekannt gewordene Schlussfassung des Bauplans sah folgende Einheiten vor:
- 10 Schlachtschiffe (davon 2 „Bismarck“- und 2 „Scharnhorst“-Klasse)
- 12 neue Panzerschiffe und 3 alte
- 4 Flugzeugträger
- 5 Schwere Kreuzer
- 16 neue leichte Kreuzer „M“ und 6 alte
- 22 „Spähkreuzer“
- 158 Zerstörer und Torpedoboote
- 249 U-Boote

Dieser Bauplan ließ sämtliche Vertragsbindungen weit hinter sich. Er verstieß gegen das deutsch-britische Abkommen genauso wie gegen den internationalen Flottenvertrag von London 1936, dem Deutschland per Vertrag vom 17. Juli 1937 weitgehend beigetreten war.

## Scheitern der Z-Plan-Rüstung
Ein fast unlösbar scheinendes Problem eröffnete sich Ende 1938 durch eine Berechnung der Abteilung Wehrwirtschaft im Marineministerium, als diese den Jahresbedarf an Heizöl für die Z-Flotte im Falle einer Mobilmachung auf 6 Millionen Tonnen und bei Dieselöl auf 2 Millionen Tonnen veranschlagte, jedoch der gesamte deutsche Verbrauch an Mineralölen im Jahre 1938 bei 6,15 Millionen Tonnen lag, wobei nur 2,4 Millionen Tonnen aus heimischer Produktion kamen. Diesem Problem wollte man durch Einlagerung von Betriebsstoffen – bis 1945 sollten 10 Millionen Kubikmeter Tankraum gebaut werden – und einer gesteigerten heimischen Produktion begegnen, wobei allerdings die Anforderungen der anderen zwei Wehrmachtteile noch gar nicht berücksichtigt waren.
Weil die deutsche Rüstungsindustrie bereits überstrapaziert war, wurden von allen neu geplanten Schiffen nur zwei der sechs neuen Schlachtschiffe begonnen; die Panzerschiffe verschwanden sogar noch vor Kriegsbeginn aus dem Plan und wurden durch drei Schlachtkreuzer der O-Klasse ersetzt. Obwohl es für diese Umstellung auch andere Gründe gab, wie die Notwendigkeit, vorhandene bzw. bereits in der Fertigung befindliche 38-cm-Geschütze zu verbauen (welche später stattdessen in der Batterie Todt eingesetzt wurden), wird dies als ein weiteres Indiz für die Übermacht der „Dickschiff-Fraktion“ gesehen.
Dönitz’ Gegenschrift mit dem Titel Gedanken über den Aufbau der U-Bootwaffe vom 1. September 1939 kam zu spät, um den „Z-Plan“ noch in Richtung des ursprünglich verfolgten Kreuzerkriegskonzeptes beeinflussen zu können.
Die britische Kriegserklärung am 3. September 1939 bedeutete das Ende des „Z-Planes“. Mit Weisung vom 10. September ordnete Raeder an, dass nur noch die im Bau weit fortgeschrittenen Schiffe fertigzustellen seien – es handelte sich dabei ausnahmslos um Schiffe, die noch vor dem „Z-Plan“ geplant bzw. begonnen worden waren (von diesen wurden nur noch Bismarck, Tirpitz und Prinz Eugen fertig). Die beiden neuen Schlachtschiffe wurden auf den Hellingen wieder abgebrochen; für die anderen „Z-Plan“-Schiffe die Aufträge storniert, soweit sie überhaupt schon erteilt worden waren. Nunmehr wurde die Marinerüstung nahezu vollständig auf den beschleunigten Bau von U-Booten und Küstenfahrzeugen eingerichtet. Zwar gab es noch während des Krieges weitere Denkschriften, die sich mit der Frage der „Zukunftsflotte“ beschäftigten, diese zielten jedoch auf eine entsprechende Nachkriegsweltordnung ab und hatten keinerlei Bezug mehr zum ursprünglichen „Z-Plan“.